# Cap Palos

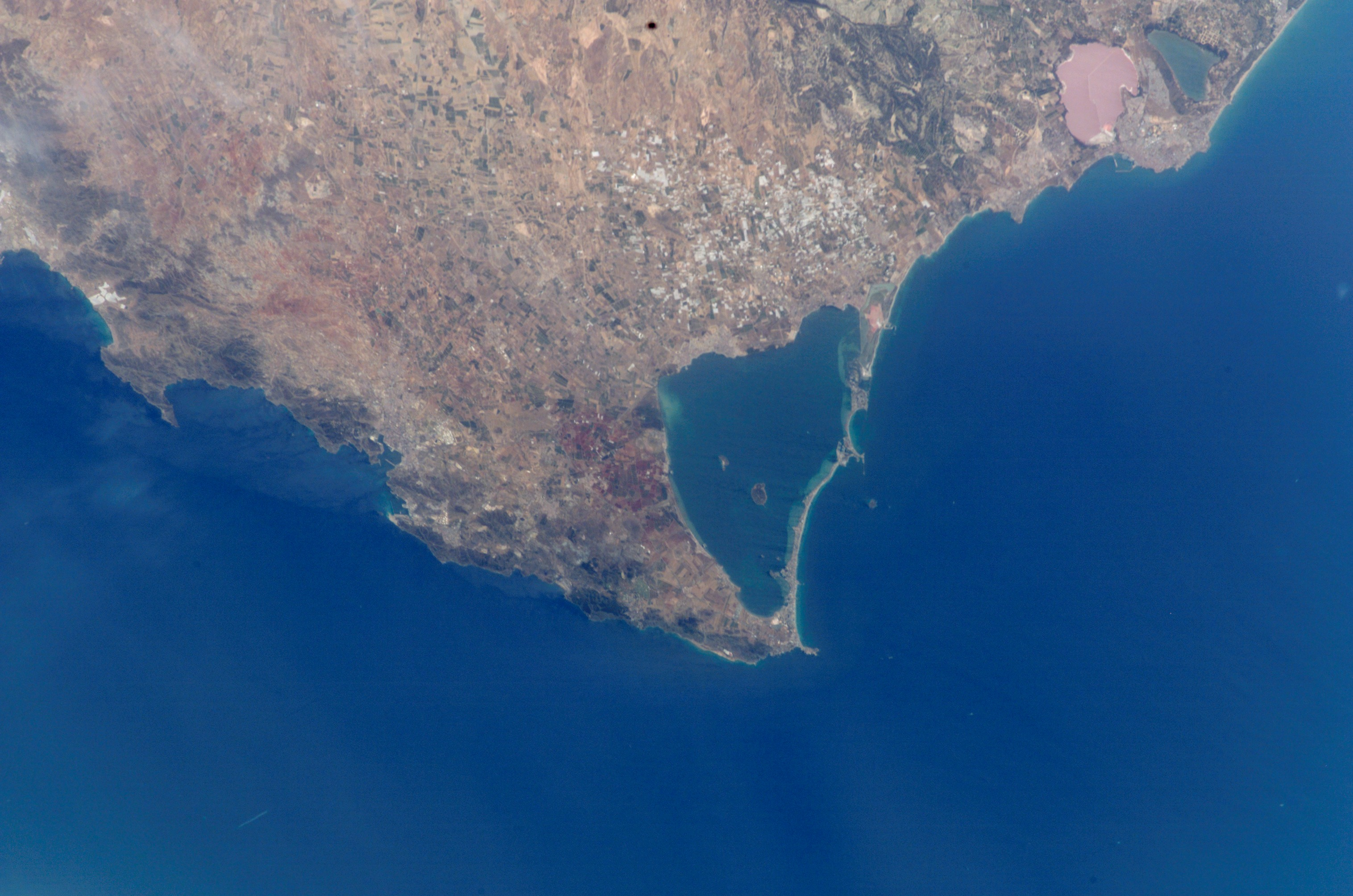
Vue satellite de la Mar Menor, Carthagène, et le cap Palos.

Le cap Palos (en espagnol : Cabo de Palos) est un cap dans la municipalité espagnole de Carthagène, dans la région de Murcie. 
Il fait partie d’une petite chaîne de monts volcaniques qui forment une petite péninsule. Les îles méditerranéennes de Grosa et le groupe connu sous le nom d’îles Hormigas font partie de cette aire de répartition, ainsi que les îles de la Mar Menor (« Petite Mer »). Le nom Palos est dérivé du mot latin palus, qui signifie lagune, une référence à la Mar Menor.
Selon Pline l'Ancien et Rufus Festus Avienus, il y avait autrefois un temple dédié à Ba'al Hammon sur le promontoire du cap, qui plus tard est devenu associé au culte de Saturne. Pendant le règne de Philippe II d'Espagne, une tour de guet a été construite sur le promontoire comme mesure de défense contre les pirates barbaresques. Plusieurs batailles navales ont eu lieu à cet endroit, notamment :
- la bataille du Golfe d'Almería (1591) pendant la guerre anglo-espagnole (1585-1604) ;
- la bataille du cap Palos (1617) entre l'Espagne et la Régence d'Alger ;
- la bataille du cap Palos (1758) pendant le conflit entre l’Espagne et la Côte des Barbaresques (1694-1792) ;
- la bataille du cap Palos (1815) pendant la seconde guerre barbaresque ;
- la bataille du cap de Palos (1938) pendant la guerre civile espagnole.

Son phare a commencé à fonctionner le 31 janvier 1865. Le cap fait partie d’une réserve marine : Réserve marine du Cap Palos-Las Hormigas.

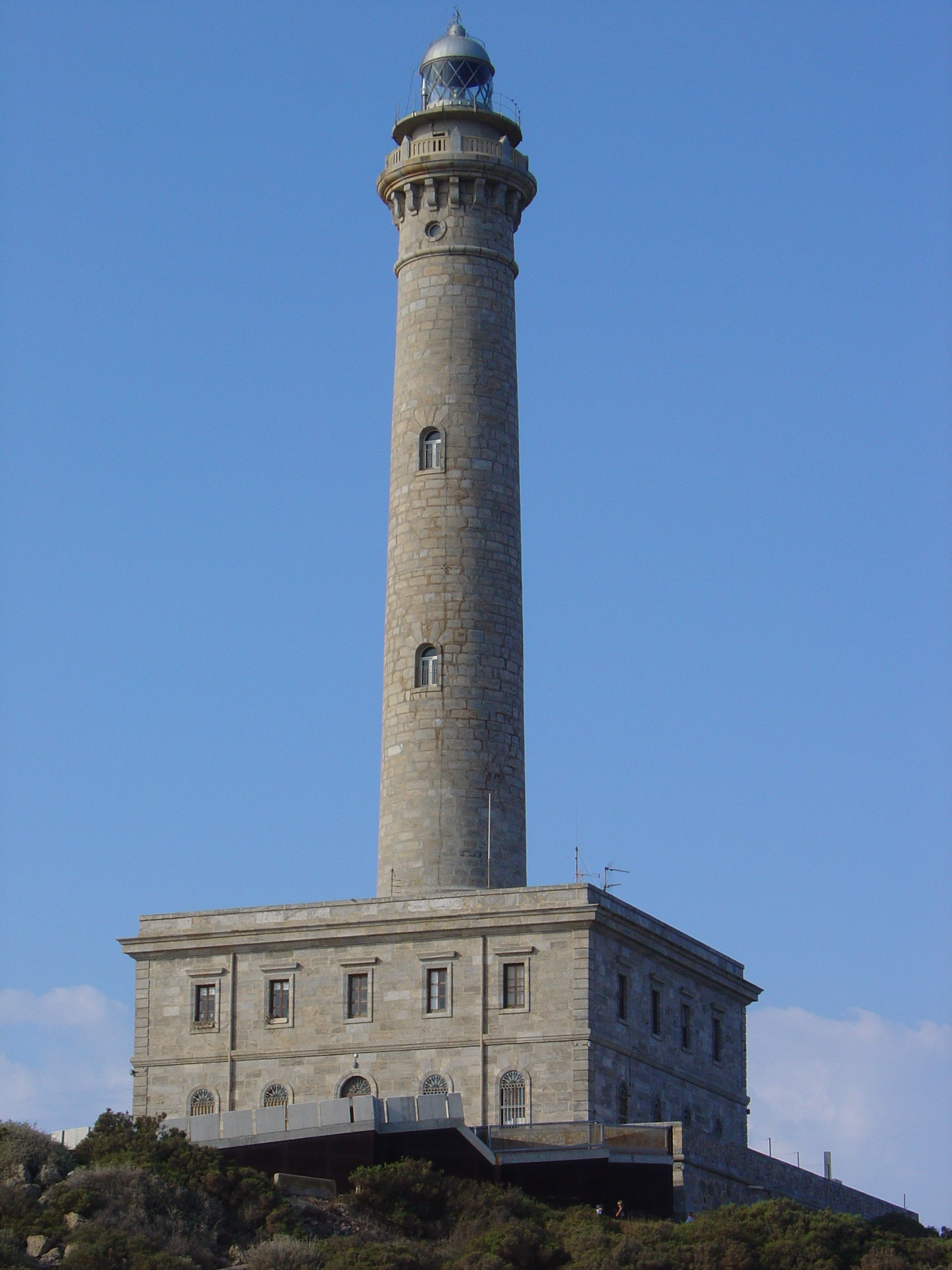
Le phare du cap Palos
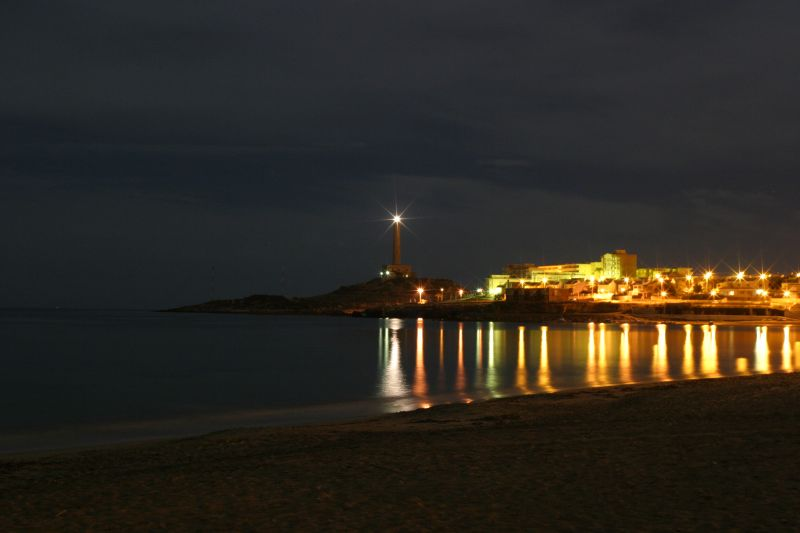
Le phare la nuit
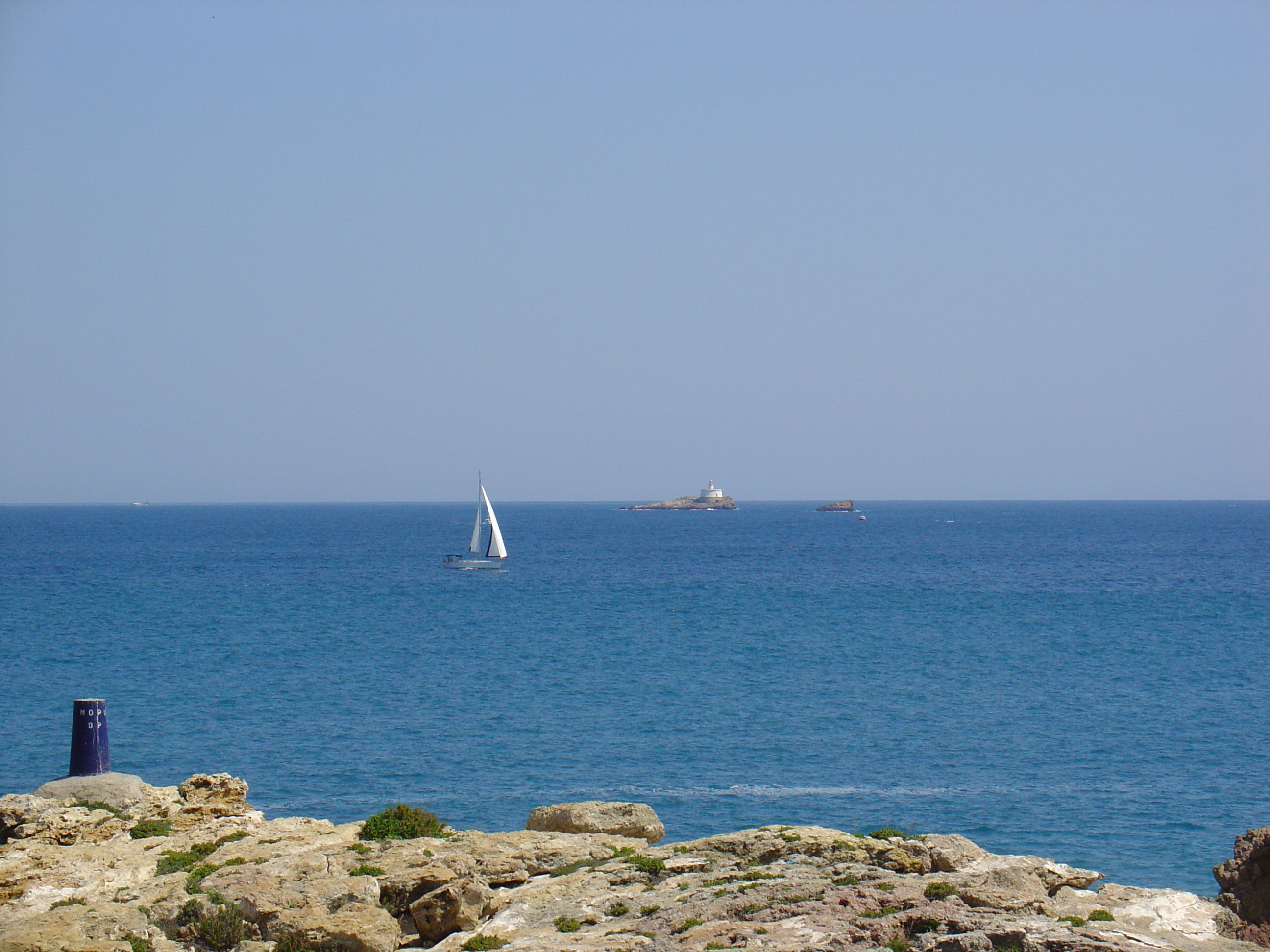
Les Islas Hormigas
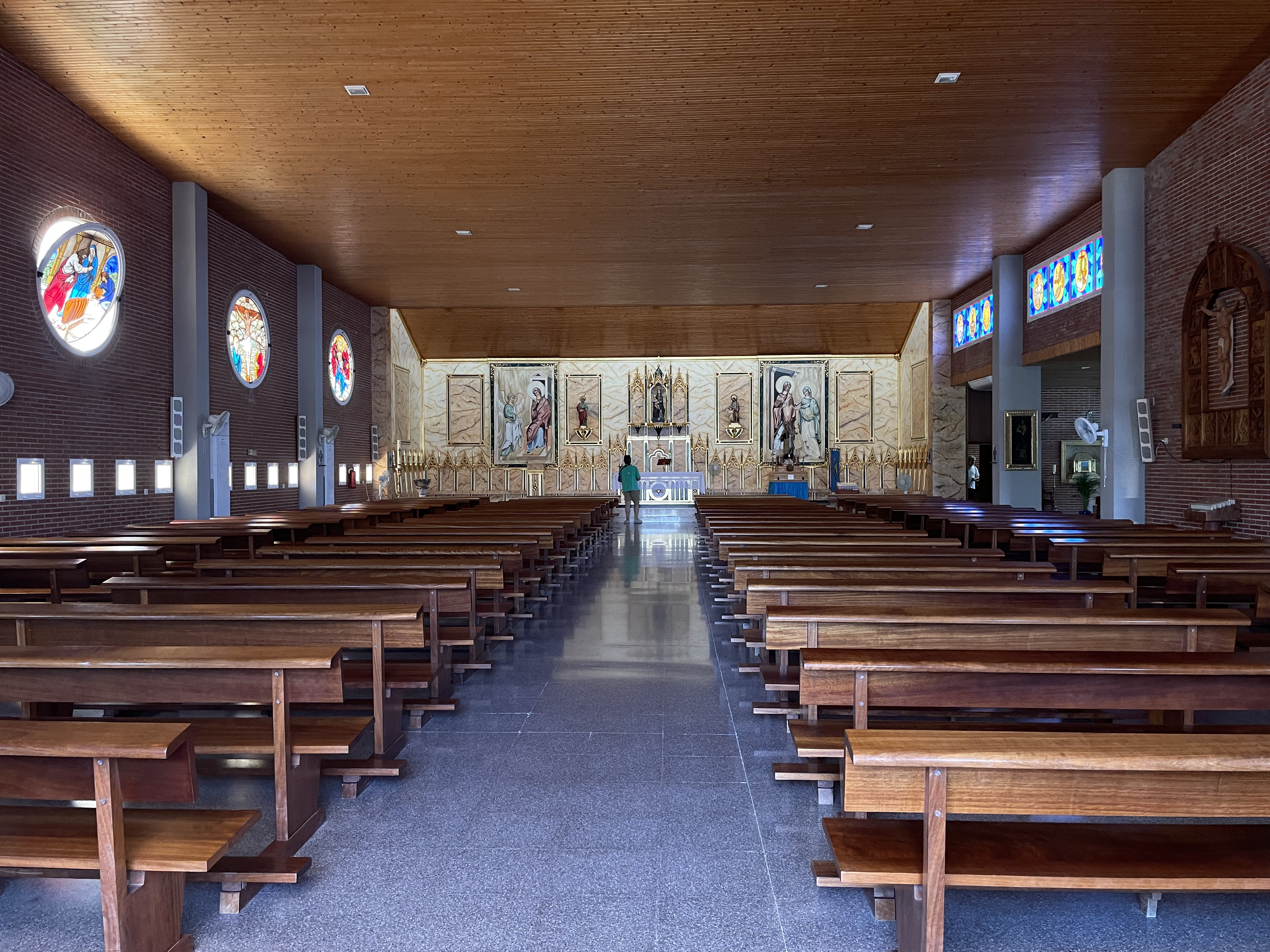
Intérieur de l'église Sainte Marie de la Mer du Cap Palos

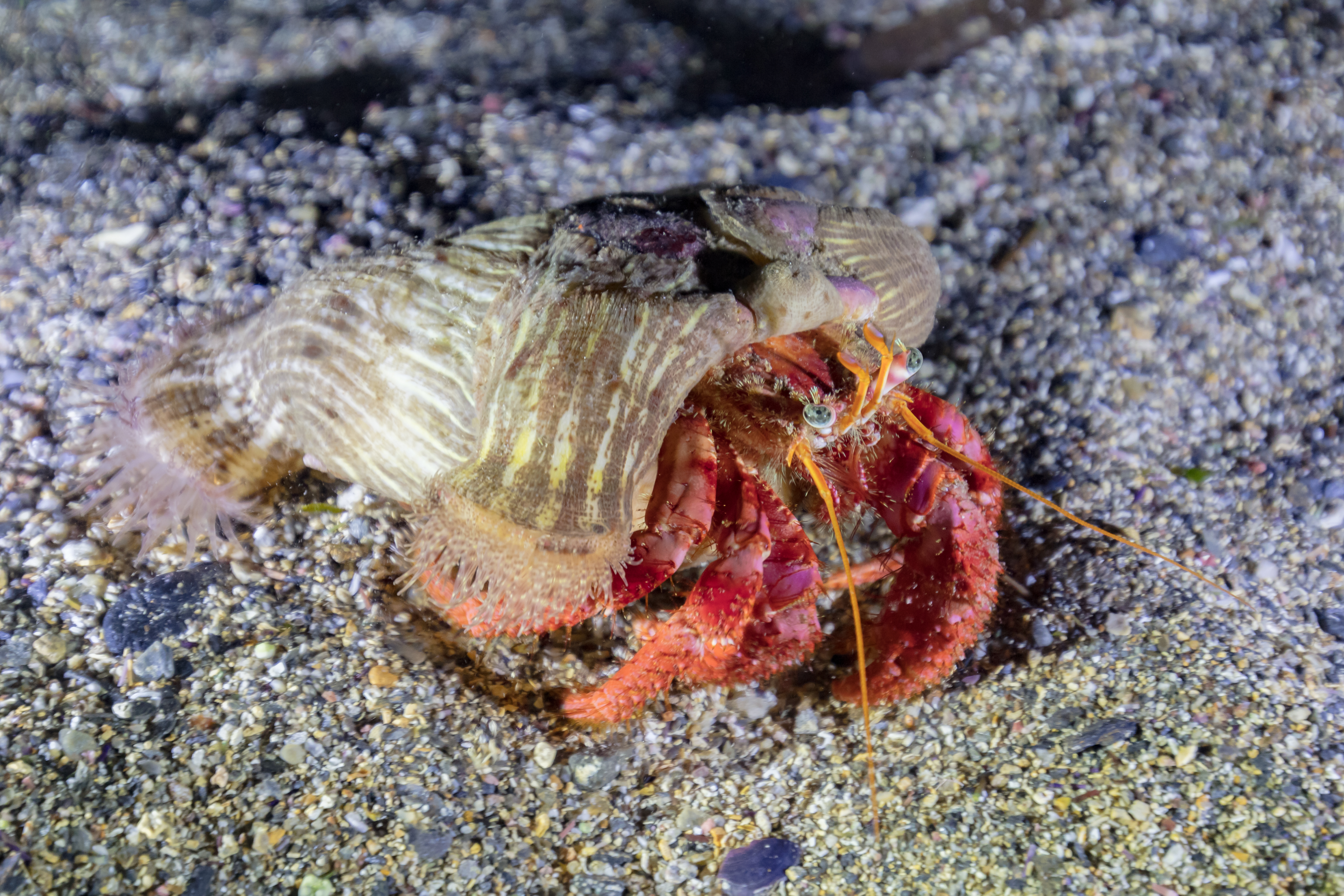
Dardanus calidus avec Calliactis parasitica (voir Calliactis) sur l'arrière, au large du cap Palos. Les deux espèces vivent en symbiose.